# Callcenter

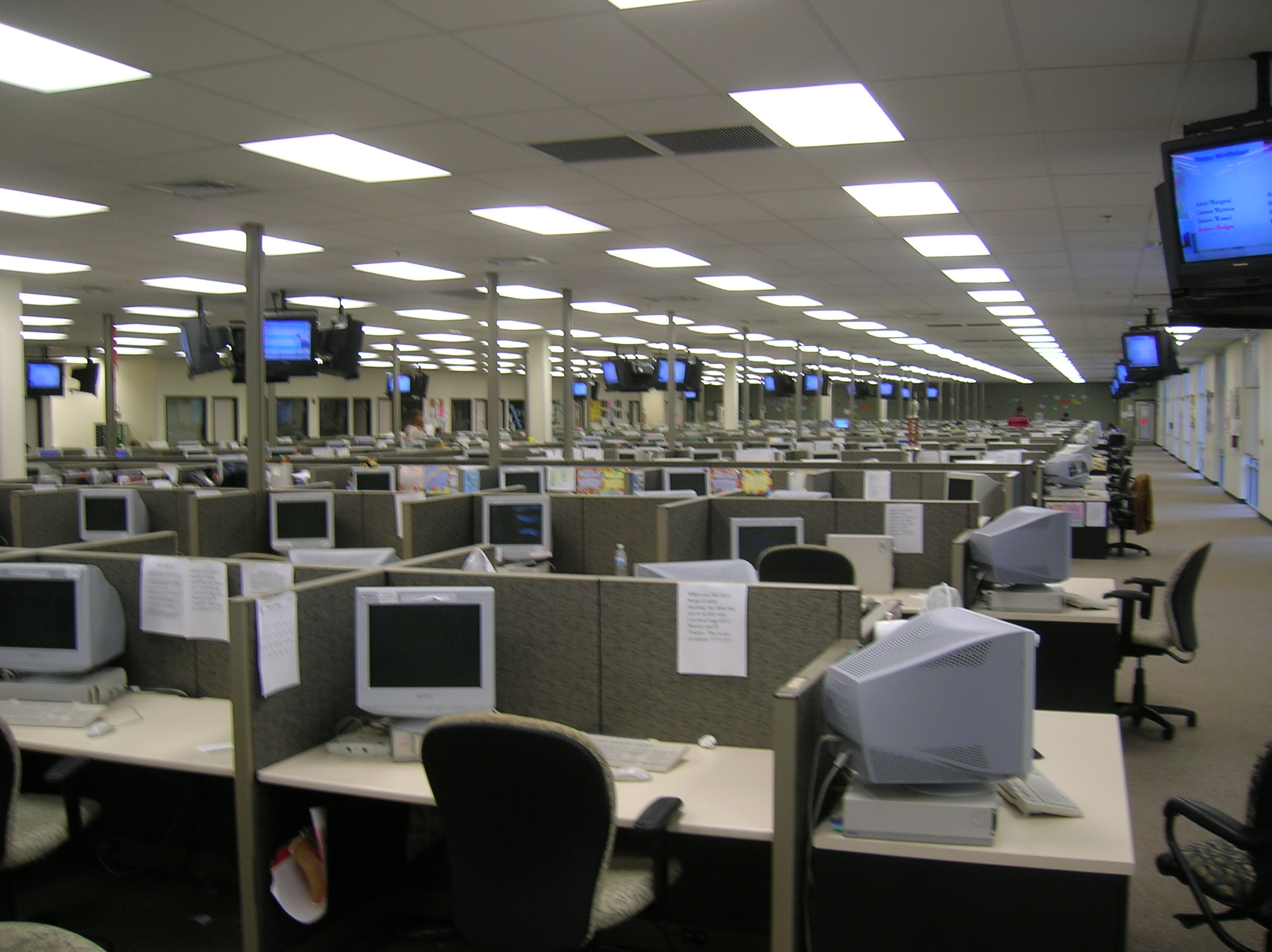
Blick in die Großraumvariante eines Callcenters mit abgeteilten Agentenarbeitsplätzen (Einzel-Boxen, engl. cubicle) und kommunikativer Sichtverbindung durch blickfreie Wände (2006)

Als Callcenter (von en: call centre (BE), call center (AE); dt. „Telefon-Beratungszentrum“), Customer-Care-Center (dt. „Kundenberatungszentrum“ oder „Kundenbetreuungszentrum“), oder im Marktforschungsbereich auch Telefonlabor, wird ein Unternehmen oder eine Organisationseinheit bezeichnet, welche telefonisch Marktkontakte schafft: aktiv (outbound: das Callcenter startet den Anruf) oder passiv (inbound: das Callcenter wird angerufen). Ein Callcenter setzt neben Dienstleistungsangeboten häufig den Telefonverkauf als Form des Direktmarketings operativ um. Das Consumer Interaction Center (kurz: „CIC“) wird als eine Weiterentwicklung des Call Centers verstanden. Wenn Callcenter „inhouse“ betrieben werden, übernimmt das jeweilige Unternehmen die Einstellung und Planung der Mitarbeiter. Immer wieder vergeben Unternehmen Aufträge an spezialisierte Callcenter-Dienstleister („outhouse“), die im Auftrag des Kunden die Telefonie übernehmen und beispielsweise nach Telefoniedauer oder erfolgten Abschlüssen bezahlt werden.

## Geschichte
Als Geburtsstunde des Callcenters im heutigen Sinne wird in mehreren Publikationen die 1974 erfolgte Installation eines digitalen automatischen Anrufverteilers für den telefonischen Buchungs- und Fluginformationsdienst der amerikanischen Fluggesellschaft Continental Airlines genannt. Das System („Rockwell Galaxy“) war im Auftrag der Airline von Collins Radio, einer Tochtergesellschaft des Automatisierungs-Spezialisten Rockwell, entwickelt worden.
Mehrere Autoren weisen darauf hin, dass es auch davor in Unternehmen bereits zentrale Einrichtungen für telefonischen Kundendienst bzw. Telemarketing gegeben habe, die primitivere Varianten der automatischen Anrufverteilung bzw. manuelle Anrufverteilung nutzten. Genannt werden hier die Time Inc.-Tochter Life Circulation Co. (das heutige Telemarketing-Unternehmen DialAmerica), die seit 1957 Telefonzentren zur Gewinnung neuer Abonnenten für das Life-Magazin betrieben haben soll, das Telefoncenter der britischen Zeitung Birmingham Press and Mail (seit 1965) und der Kundendienst der Unternehmen Barclays und British Gas (jeweils seit 1972). Auch Continental Airlines betrieben ihren telefonischen Buchungsservice bereits vor 1973; genutzt wurde ein elektromechanisches Anrufverteilungssystem des damaligen Telefonie-Monopolisten AT&T.
Als erste Erwähnung des Begriffs „Callcenter“ in einer regulären Publikation gibt das Oxford English Dictionary einen Artikel im Fachmagazin Data Communications von 1983 an, der das Speditionsunternehmen Federal Express beschreibt. Dort wurde formuliert: “Each of these ‘call centers’ is staffed with agents who work with Honeywell intelligent terminals, enabling them to quote rates and compute discounts given to large users.” („Die in diesen ‚Callcentern‘ beschäftigten Agenten arbeiten mit intelligenten Honeywell-Terminals, die ihnen ermöglichen, Versandpreise anzugeben und Rabatte für Großkunden zu errechnen.“)
In Europa begannen sich Callcenter zunächst in Großbritannien und Irland sowie in Deutschland und den Beneluxstaaten durchzusetzen. In Österreich etablierten sich Callcenter verstärkt zwischen den Jahren 1998 und 2001.
Als erste Erwähnungen des Begriffs in der deutschen Publikumspresse ergibt eine Recherche in der Genios-Presse-Datenbank einen Artikel in der Frankfurter Allgemeinen Zeitung vom 6. Juni 1995, der über die Eröffnung der Deutschlandzentrale des kalifornischen Callcenter-Technologieanbieters Aspect Telecommunications berichtet („Der ‚CallCenter‘-Technologie der nun auch in Deutschland an den Start gehenden Kalifornier bedienen sich bereits die Lufthansa und die Mercedes-Benz AG.“) sowie eine Reportage aus dem Spiegel vom 30. Oktober 1995, die das Bonner Callcenter der neu gegründeten Direktbank Bank 24 beschreibt.
Durch die rasch voranschreitende Entwicklung der Informationstechnik unterzog sich die Branche einer starken Wandlung. Die steigende Relevanz der Callcenter lässt sich anhand der steigenden Anzahl wissenschaftlicher Publikationen zu diesem Thema darstellen. So zeigt eine Recherche in Google Scholar, dass im Zeitraum von 1980 bis 1990 lediglich 30 Publikationen verzeichnet sind. In den Jahren 1991 bis 1995 sind es immerhin 101, von 1995 bis 2000 hingegen bereits über 2000 Publikationen. In den letzten Jahren setzte sich der Anstieg weiter fort (über 4000 Publikationen von 2001 bis 2006).

## Aufgaben

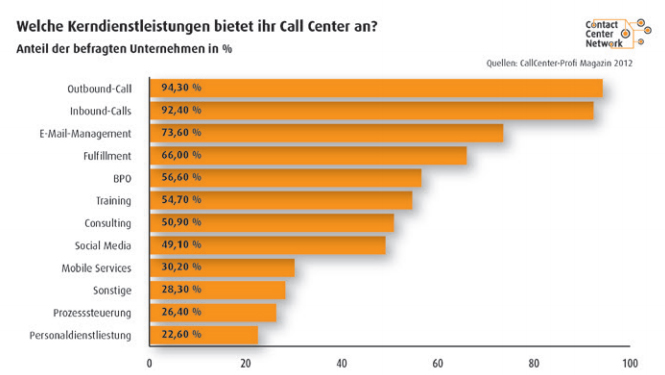
Callcenter-Dienstleistung

Callcenter können vielfältige Aufgaben erfüllen. Sie dienen zu Informationszwecken (Hotline, Produktinformationen), Kundendienst, Beschwerdemanagement, Marktforschung, Meinungsforschung, Auftrags- und Bestellannahme (Versandhäuser, Ticket Services), Rufnummernauskunft oder als Notfall-Dienst (ADAC, AvD) und dem Verkauf mit Vertragsabschluss. Zunehmend werden Callcenter in hoch qualifizierten Bereichen wie in der Medizin zur Betreuung von chronisch erkrankten Patienten eingesetzt. Man unterscheidet Callcenter nach Aufgabe und Struktur, wobei es immer Mischformen gibt.

### Inbound-Callcenter
In dieser Form werden Anrufe der Kunden entgegengenommen. Dies gilt, wenn der Kunde Bestellungen aufgibt, Informationen anfordert, Störungen meldet, sich beschwert oder vermittelt werden möchte. Es handelt sich dabei um Dienstleistungen des traditionellen Kundendienstes. Viele Telefonservice-Anbieter haben sich auf die Aufgaben eines Inbound-Callcenters spezialisiert und erwarten den Anruf des Kunden.

### Outbound-Callcenter
Als Outbound geht es um die Verbindung nach außen, Bestandskunden und potentielle Kunden werden gezielt angerufen. Oft handelt es sich um Aktionen im Rahmen des Telefonmarketings. Der (externe) Auftraggeber des Callcenters beabsichtigt den Verkauf von Produkten auszuführen oder zu aktivieren. Häufig wird Telefonmarketing hierbei zur Verkaufsvorbereitung oder Terminierung eingesetzt, seltener als Verkaufsweg. Andere Einsatzgebiete sind die Erhebung statistischer Daten, die Ermittlung des zu erwartenden Bedarfs (Pre-Sale) oder Rückfragen zur Kundenzufriedenheit (After-Sale). Allgemeiner geht es darum Ansprechpartner zu aktivieren oder Adressen zu aktualisieren. Agenturen, die mit geringem technischen Bedarf arbeiten, sind in diesem Sinne allerdings keine Callcenter.

### Customer-Service-Center
Diese Form eines Callcenters ist aufwendiger, denn Kunden werden nicht nur telefonisch betreut, die anderen Kommunikationskanäle wie E-Mail oder Social-Media-Kanäle werden ebenfalls eingesetzt. Es kommt dafür spezielle Software wie ERMS-Systeme zum Einsatz. Zudem wird in großen Customer-Service-Centern oder Contact-Centern sowohl auf Inbound als auch Outbound gesetzt. Solche Mischform der bereits genannten Varianten und der Kommunikationsmöglichkeiten wird durch verschiedene technische Möglichkeiten ermöglicht und es wird eine größere Breite von Dienstleistungsformen angeboten. Solch eine Technik ist Call Blending, wobei automatisch ausgehende Rufe platziert werden, wenn auf den anderen Kontaktkanälen das Aufkommen stark absinkt und die Auslastung der Mitarbeiter gering wird. So können Zeiten geringen Telefonauskommens mit E-Mail-Arbeit gefüllt werden. Prinzipiell gilt für solche Callcenter-Formen die Nutzung von UMS von elektronischen Medien bis hin zum traditionellen Postverkehr.

### Virtuelle Callcenter
Verteilte Telefonstandorte werden als Virtuelles Callcenter bezeichnet. Die technische Basis für diese besondere Form eines Callcenters bildet das Cloud-Computing. So sind Mitarbeiter nicht an einen Standort und feste Arbeitszeiten gebunden, sondern können im Home Office mit Hilfe von spezieller Software flexibel agieren. Virtuelle Callcenter werden oft für Service- oder Berater-Hotlines und Auskunftsdienste als kosteneffiziente Lösung eingesetzt. Technische Voraussetzung ist ein Breitband-Internetzugang beim Mitarbeiter und ein Computer im Home Office. Das Dialogaufkommen wird über eine automatisierte Anrufverteilung von der Zentrale aus geregelt.

## Wirtschaftliche Bedeutung
In den Jahren 2002 bis 2013 stiegen die Umsätze stetig von 253 Mio. € bis 2123 Mio. € und verharrten bis 2016 über 2 Mrd. €.
Im April 2008 arbeiten 435.000 Menschen in Deutschland in 5700 Callcentern. 2017 arbeiteten 124.678 Menschen in 864 Callcentern, oft nahe dem Mindestlohn. Der Branchenumsatz in Deutschland lag 2008 mit 20 Millionen Anrufen (eingehend und ausgehend) täglich bei zwölf Milliarden Euro pro Jahr, davon vier Milliarden Euro durch Dienstleister. Rund vier Milliarden Euro hat die Branche 2007 investiert. 2010 und 2017 gingen gehäuft mit 43 Tsd. und 57 Tsd. schriftliche Beschwerden aufgrund von unerlaubter Telefonwerbung bei der Bundesnetzagentur ein.

## Komponenten von Callcentern
Die Entstehung einer eigenständigen Callcenter-Branche seit den 1990er Jahren basierte auf dem Fortschritt in der Telekommunikationstechnik sowie der Entwicklung leistungsstarker CRM-Software.

### Arbeitsumgebung
Die Arbeitsumgebung eines Callcenters ist zumeist ein Großraumbüro mit akustisch abgeteilten Arbeitsplätzen. Die Mitarbeiter sind mit Headsets und Bildschirmarbeitsplätzen ausgerüstet, um nötige Informationen zu erhalten und zu speichern. Am Computer können zeitgenau Historie und Angelegenheit des Kunden abgeglichen werden. Maßgeschneiderte Unterstützung bei ihrer Arbeit erhalten die Mitarbeiter durch spezielle CRM-Software- oder Callcentersoftware-Systeme.

### Mitarbeiter
Nachdem anfangs die These „telefonieren kann jeder“ galt, zeigte sich, dass eine qualifizierte Beratung und Betreuung von Kunden eine qualifizierte Mitarbeiterführung bedingt. Das Callcenter verkörpert den Außenauftritt des Auftraggebers und vermittelt den entscheidenden „ersten Eindruck“. Gleichzeitig erwarten Kunden ein hohes Maß an Kompetenz, sodass bei besonderen Anforderungen wie bei medizinischen oder technischen Themen hoch qualifiziertes Fachpersonal wie Ärzte und Ingenieure eingesetzt werden. Die besondere Bedeutung der Mitarbeiter in einem Callcenter belegt eine verbandsinterne Investitions-Studie aus dem Jahr 2014, die zeigt, dass 78 % aller Investitionen im Bereich Personal erfolgen.
Ein wesentliches Qualitätsmerkmal für ein Callcenter ist die Erreichbarkeit. Diese hängt unmittelbar von der Zahl der eingesetzten Mitarbeiter in Relation zu einem sehr schwankenden Anrufaufkommen ab, wodurch der operativen Personalplanung eine besondere Bedeutung zukommt. Der Regelfall sieht so aus:
- Prognose (Forecast) des Anrufaufkommens je Zeitabschnitt. Diese wird entweder aus Auswertungen und Erfahrungen des Callcenters selbst erstellt oder vom Auftraggeber dem Callcenter übermittelt. Eine erhöhte Prognose kann sich beispielsweise aus Faktoren wie geplante technische Wartungen, Rechnungsläufe, neue Werbeeinschaltungen und Aktionen ergeben.
- Ermittlung der erforderlichen Anzahl von Agenten je Zeitabschnitt unter Berücksichtigung eines vorgegebenen Servicelevels
- Planung der erforderlichen Schichten
- Zuordnung der Agenten und „Multiskiller“ zu den Schichten („Multiskiller“ sind Mitarbeiter, die in mehreren Projekten geschult sind und je nach Anzahl der eingehenden Anrufe flexibel zugeteilt werden können)

Daran schließt sich eine Echtzeitplanung an, die es ermöglicht, kurzfristige Verschiebungen in der Planung vorzunehmen und auf aktuelle Ereignisse reagieren zu können. Bei der operativen Personalplanung muss ein erhebliches Datenvolumen verarbeitet werden. Diese Verarbeitung ist nur rechnergestützt sinnvoll möglich. Man nutzt dafür sogenannte Workforce-Management-Systeme.

### CRM-Software
Die technische Basis für die Callcenterarbeit bilden heute CRM-Systeme (Customer-Relationship-Management), mit denen sich alle Kundenbeziehungen im Rahmen eines modernen Kundenbeziehungsmanagement weitgehend automatisiert abbilden, verwalten und archivieren lassen. Über offene Schnittstellen lassen sich andere Datenbankquellen wie ERP-Systeme anbinden. Die technische Basis für die Callcenterfunktionen bilden Standard-CTI-Schnittstellen wie beispielsweise MS-TAPI, über die alle gängigen Telefonanlagen oder VOIP-Applikationen verfügen. Für das Outbound steht meist ein integrierter Predictive Dialer zur Verfügung. Im Inbound identifiziert die Software die Telefonnummer des Anrufenden und zeigt den Kundendatensatz mit allen Vorgängen automatisch an. Die meisten dieser Softwarelösungen bietet zusätzlich eine automatische Arbeitszeiterfassung mit Einlogzeiten, Ticketbearbeitungsdauer, Telefonierdauer und Pausenzeiten. Darüber hinaus werden umfangreiche Projektstatistiken zur Verfügung gestellt.

### Telekommunikationstechnik
- Sprachdialogsystem (Interactive Voice Response, IVR): befreit Agenten von Routineauskünften oder kann durch den Anrufer beeinflusst bestimmte Anfragen an die qualifizierte Mitarbeitergruppe weiterleiten. Eine aufgezeichnete Begrüßung bietet Anrufern verschiedene Möglichkeiten an, die per Tastendruck oder sprachgesteuert ausgewählt werden können. Die IVR ersetzt bei häufigen gleichen Nachfragen zu einfachen Informationen eine Vermittlung zum Agenten, unternehmerisch werden durch diese Computerstimme Personalkosten gespart.

- Computer Telephony Integration (CTI): ist eine Technik, die die Callcenter-PBX mit dem Computersystem des Callcenters verbindet. Der Anrufer wird durch die eingehende Rufnummer oder die Eingabe von Kontonummer oder einer PIN im IVR-System identifiziert.[24] So kann die Kundenhistorie mit Beginn des Gesprächs am Bildschirm dem Agenten angezeigt werden. Der Agent kennt so Vorgänge, die der Anrufer bereits mit anderen Mitarbeitern besprochen hat, und ist nicht genötigt, den Kunden erneut zu befragen oder intern Rücksprache zu nehmen. Der Bearbeitungsprozess wird erheblich beschleunigt (Zeitersparnis). Die empfundene Servicequalität ist von der dokumentierten Historie abhängig, letztlich von der Eingabemaske, die Vorgesetzte oder Projektleiter erstellt hatten.

- Predictive Dialer (Dialer) werden zunehmend im Outbound-Bereich eingesetzt. In Abhängigkeit von verschiedenen Faktoren des Projektes (Anzahl eingesetzter Agenten, durchschnittliche Gesprächsdauer, erwartete Dauer laufender Gespräche, erwartete Erreichbarkeit von Kunden) wählt das System permanent Rufnummern aus der Gesamtmenge der Kunden-Datenbank an. Der Dialer erkennt bestimmte Ereignisse (Anrufbeantworter, Faxgeräte und Besetzttöne) und sortiert diese Anrufe aus. Ein erreichter Kunde wird unverzüglich an einen freien Agenten vermittelt. Bei passender Konfiguration wird eine enorme Produktivitätssteigerung in Anrufe pro Agent erreicht. Nach Gesprächsende wird dem Agenten sofort der nächste Kunde in der Leitung vermittelt. Allerdings funktioniert diese Technik erst ab einer bestimmten Anzahl Rufnummern und Agenten. Kommt eine Verbindung zustande, ohne dass ein freier Agent verfügbar ist, so legt der Dialer auf. Das wird vom Angerufenen, zumal wenn es mehrmals geschieht, als Belästigung empfunden.

### Merkmalbasiertes Routing
Zur Optimierung der telefonischen Erreichbarkeit wird vielfach „merkmalbasiertes Routing“ eingesetzt. Dabei wird versucht, den Anrufer anhand der übermittelten Rufnummer zu identifizieren und nach definierten Kriterien einer bestimmten Bearbeitergruppe zuzuordnen. So kann zum Beispiel verhindert werden, dass Bestandskunden bei schlechter Erreichbarkeit in den für sie vorgesehenen Fachteams durch bewusste Falschauswahl eines für Neukunden vorgesehenen Menüpunkts im Anrufportal die Erreichbarkeit von Teams schwächen, die ggf. auf Grund der Spezialisierung auf „Neukunden“ und technischer Restriktionen nicht in der Lage sind, das Anliegen zu bearbeiten oder den Anrufer weiterzuleiten. Zudem kann Kunden dadurch die teilweise mehrstufige Klassifizierung seines Anliegens erspart werden, wenn auf Grund der Datenlage ausschließlich ein bestimmtes Team in Frage kommt (z. B. würde bei Leistungsentzug wegen Zahlungsrückständen nur ein Team mit entsprechenden Kompetenzen zur Klärung von Zahlungsfragen angesteuert werden). Allerdings greift merkmalbasiertes Routing nur, wenn die vom Anrufer übertragene Rufnummer im entsprechenden Kundendatensatz hinterlegt ist.

## Wissenschaft
Zur Berechnung der benötigten Anzahl an Agenten im Callcenter ist die Erlang-C-Formel geeignet. Diese wurde zu Beginn des 20. Jahrhunderts vom dänischen Mathematiker und Telekommunikationsingenieur Agner Krarup Erlang entwickelt. Die Anzahl der benötigten Telefonleitungen kann mit der Erlang-B-Formel errechnet werden.
Erlang-C setzt verschiedene nicht ganz dem Callcenter-Prozess entsprechende Annahmen voraus, so wird eine unbegrenzte Wartezeit für den Anrufer in der Warteschleife angenommen oder eine unbegrenzte Anzahl der Plätze im Wartefeld. Deshalb werden in Workforce-Management-Systemen auf Erlang-C basierende, modifizierte Algorithmen verwendet, die durch zusätzliche Parameter genauere Ergebnisse liefern. In der Regel sind diese Algorithmen in Software verpackt und werden nicht veröffentlicht. Zudem existieren neuere Warteschlangenmodelle, die in der Branche noch nicht weit verbreitet sind. Durch modernere Rechentechnik werden zunehmend rechenintensive Simulationsprogramme eingesetzt, mit denen die unternehmenseigenen Prozesse besser dargestellt werden. Der mathematische Hintergrund wird mit grafisch anspruchsvollen Lösungen von Spieleentwicklern umgesetzt.

## Berufsbild Callcenteragent
Vorrangig ist die Weiterbildung zum Callcenteragent mit und ohne IHK-Prüfung bei einer durchschnittlichen Anlernzeit von 12 bis 16 Wochen. Seit 2006 gibt es in Deutschland zwei staatlich anerkannte Ausbildungsberufe eigens für den Callcenter Bereich. Zur Servicefachkraft für Dialogmarketing führt eine zweijährige und zum darauf aufbauenden Kaufmann für Dialogmarketing eine dreijährige Ausbildung. Beide Ausbildungen haben die Schwerpunkte im Erwerb von Kommunikationsfähigkeiten, kultureller Kompetenzen, sowie Kundenpsychologie und Selbstmanagement. Beim Kaufmann kommt Wissensvermittlung im kaufmännischen und personalwirtschaftlichen Bereich sowie Kenntnisse in Marketing, Vertrieb und Qualitätsmanagement hinzu.

## Rechtliche Rahmenbedingungen
Telemarketing wird in Deutschland durch das Bundesdatenschutzgesetz (BDSG), das Gesetz gegen den unlauteren Wettbewerb (UWG) sowie das Telemediengesetz (TMG) reglementiert. Eingehende Anrufe im Inbound sind rechtlich dabei unproblematisch, da sich der Kunde eigeninitiativ meldet. Bei ausgehenden Anrufen im Outbound muss zwischen Privatpersonen (B2C) und Unternehmen (B2B) unterschieden werden. Zu Privatpersonen sind werbliche Anrufe ohne Einwilligung grundsätzlich verboten; sie sind deshalb unzulässig, da noch keine Einwilligung und kein Vertragsverhältnis besteht. Im Verkehr mit Unternehmen ist eine aktive Werbung schon möglich, wenn eine „mutmaßliche Einwilligung“ gemäß § 7 Abs. 2 Nr. 2 UWG vorliegt, also ein sachliches Interesse des angerufenen Unternehmens vermutet werden kann.
Der Branchenverband Call Center Verband Deutschland e. V. hat mit einem Ehrenkodex und einem Gütesiegel die freiwillige Selbstkontrolle im Kampf gegen unseriöses Geschäftsgebaren verstärkt.

## Callcenter-Betrug
Netzwerke international agierender Kriminalität unterhalten Callcenter für gewerbs- und bandenmäßigen Betrug. Nach Angaben des Bundeskriminalamts (BKA) erreichen Deutschland täglich tausende betrügerischer Anrufe aus dem Ausland. Eine Drehscheibe des Telefonbetrugs ist die Türkei mit Istanbul. Dortige Callcenteragenten geben sich deutsche Namen und verleiten insbesondere gutgläubige und beeinflussbare ältere Menschen zu Geldtransfers, um beispielsweise angebliche Transaktionskosten für vermeintlich hohe Gewinne bei Preisausschreiben zu begleichen. Mittels Telefonnummernspoofing verschleiern sie u. U. zusätzlich ihre Identität. Die per Western Union oder paysafecard erfolgenden Zahlungen sind für die Betrugsopfer verloren. Den Schaden der bis Anfang 2015 gemeldeten Betrugsfälle beziffert das BKA auf 120.000.000 Euro, gemeldet wird nur jeder fünfte bis siebte Fall.

## Film
- Andreas Pichler: Call me Babylon, Dokumentarfilm, D/NL 2003 – 75/55 min, ZDF

## Normen und Standards
- DIN EN ISO 18295 Kundenkontaktzentren – Teil 1 und 2 – Anforderungen an Kundenkontaktzentren und Anforderungen für die Inanspruchnahme von Dienstleistungen von Kundenkontaktzentren